# Invisible Woman
The Invisible Woman alias Susan Richards is een fictieve superheld uit de strips van Marvel Comics. Ze is een van de vier originele leden van de superheldengroep de Fantastic Four.
Net als de andere Fantastic Four-leden is The Invisible Woman een creatie van Stan Lee en tekenaar Jack Kirby. Ze verscheen voor het eerst in Fantastic Four nr. 1 (november 1961).
Haar oorspronkelijke echte naam was Susan Storm, en haar superheldennaam The Invisible Girl.
Cystine Carreon was de Nederlandse stem van Invisble Woman en op dit moment is dit Peggy Vrijens.

## Geschiedenis
Susan Storm en haar jongere broer Johnny Storm zijn beide geboren op Long Island als de kinderen van een arts. Na de dood van hun moeder belandde haar vader in de gevangenis vanwege een moord. Susan en Johnny werden opgevangen door hun tante, bij wie Susan ook voor het eerst haar toekomstige man Reed Richards ontmoette.
Op latere leeftijd verhuisde ze naar Californië om een carrière als actrice op te bouwen. Hier ontmoette ze Reed weer, die op dat moment bezig was een revolutionair nieuw ruimteschip te bouwen. Toen de overheid de subsidie voor het project stopzette besloot Reed Richards zijn schip toch te testen. Oorspronkelijk zouden alleen hij en zijn vriend Ben Grimm de test uitvoeren, maar Susan wist Reed ervan te overtuigen haar en haar broer mee te laten gaan.
Eenmaal in de ruimte werden de vier blootgesteld aan een gewoonlijk dodelijke dosis kosmische straling. Alle vier verkregen op deze manier superkrachten. Susan zelf kreeg de mogelijkheid om onzichtbaar te worden. Toen Reed Richards voorstelde om de Fantastic Four op te richten nam ze de superheldennaam The Invisible Girl aan.
Susans krachten ontwikkelden zich later verder. Zo kreeg ze de mogelijkheid om krachtvelden op te roepen en om ook andere voorwerpen onzichtbaar te maken. Reed Richards ontwikkelde voor haar een speciaal pak van door hem ontdekte onstabiele moleculen. Dit pak paste zich aan haar krachten aan. Daardoor werd het samen met haar onzichtbaar, in tegenstelling tot gewone kleding.
Reed en Susan trouwden uiteindelijk waarna haar naam Susan Richards werd. Ook veranderde ze haar superheldennaam in The Invisible Woman. Samen kregen ze een kind: Franklin Richards. Tijdens haar zwangerschap was ze gedwongen het team tijdelijk te verlaten. Haar rol werd overgenomen door Johnny’s vriendin Crystal, een lid van de Inhumans.
In latere strips nam ze tijdelijk de rol als leider van de Fantastic Four over. Ook wisselden zij en Johnny tijdelijk van superkrachten.

## Krachten
Het ongeluk in de ruimte gaf Susan de mogelijkheid om een vorm van negatieve energie op te wekken. In het begin kon ze dit alleen gebruiken om lichtgolven rond haarzelf af te buigen waardoor ze voor het blote oog onzichtbaar werd. Haar eigen gezichtsvermogen was hierop afgesteld, zodat ze zelf nog wel dingen kon zien die ze onzichtbaar had gemaakt.
Later leerde ze hoe ze deze energie naar buiten kon projecteren en zo ook andere voorwerpen onzichtbaar kon maken. Als bijwerking ontdekte ze dat ze met diezelfde energie andere onzichtbare voorwerpen weer zichtbaar kon maken. Ook ontdekte ze dat ze de negatieve energie kon samenbundelen tot een vaste vorm en dit als verdedigingswapen kon gebruiken. Hoe sterk deze krachtvelden zijn is niet bekend, maar ze slaagde er een keer in het pantser van een Celestial ermee te breken. Ze kan haar krachtvelden elke gewenste vorm laten aannemen.
Door extra kracht op te bouwen achter een krachtveld kan dit veld ook als aanvalswapen worden gebruikt. Hierbij schiet Susan haar krachtveld als een projectiel naar haar vijand.

## Films
- In de eerste Fantastic Four-film uit 1994 werd Susan gespeeld door Rebecca Staab. Deze film is nooit uitgebracht.
- In de Fantastic Four-film uit 2005 en de sequel Fantastic Four: Rise of the Silver Surfer wordt Susan Storm gespeeld door Jessica Alba. In de film is ze Reed Richards ex-vriendin en gaat ze uit met Victor Von Doom. Ze wijst hem af nadat hij in de slechte Dr. Doom is veranderd.
 Niet iedereen was even tevreden over hoe Susan Storm werd neergezet in de film. Toch was Jessica Alba de enige van de castleden die werd genomineerd voor de  MTV Movie Awards, categorie Best Hero Award.
- In de Fantastic Four-film uit 2015 wordt de rol vertolkt door Kate Mara. In deze film is Susan de adoptiedochter van professor Storm, en dus geen bloedverwant van Johnny.

### Marvel Cinematic Universe
Sinds 2025 verscheen het personage in het Marvel Cinematic Universe en wordt hierin vertolkt door Vanessa Kirby. De Fantastic Four wordt als groep geïntroduceerd in The Fantastic Four: First Steps (2025), in een alternatief universum van de primaire tijdlijn in het Marvel Cinematic Universe. Deze versie van Sue Storm is onder andere te zien in de volgende film:
- The Fantastic Four: First Steps (2025)

## Ultimate Invisible Woman
In de Ultimate Marvel-versie van de Fantastic Four werd Susan Storm al op jonge leeftijd gerekruteerd voor een overheidsproject om jonge genieën te sponsoren, samen met Reed Richards. Zij had grote aanleg voor biotechnologie. Ze is zelf de dochter van Dr. Storm, die toezicht hield op het project. Toen Reed zijn nieuwe teleportatiemachine uittestte raakt Sue hier ook bij betrokken en verkreeg haar bekende superkrachten. In tegenstelling tot haar tegenhanger uit de normale strips kon Ultimate Sue al vanaf het begin krachtvelden oproepen, maar dit vereiste wel een hoop wilskracht.

## Parodieën
Net als de andere Fantastic Four-leden, en de Fantastic Four als geheel, zijn er verschillende parodieën op The Invisible Woman, bijvoorbeeld in de film The Incredibles, waarin Violet Parr dezelfde krachten heeft als Susan Storm. Verder was er ook een parodie op The Invisible Woman in de film Superhero Movie.